# Ochropteris pallens
Ochropteris es un género monotípico de helechos perteneciente a la familia Pteridaceae. Su única especie: Ochropteris pallens, es originaria de Madagascar.

## Taxonomía
Ochropteris pallens fue descrita por (Sw.) J.Sm. y publicado en Journal of Botany, being a second series of the Botanical Miscellany 4: 158. 1841.
Sinonimia
- Adiantum pallens Sw.
- Cheilanthes pallens (Sw.) Desv.
- Ochropteris peltigera Fée[2]